# Вікторія Араужо дос Сантос
Вікторія Лісс Араужо дос Сантос (порт. Victória Liss Araújo dos Santos; нар. 22 листопада 2000) — бразильська футболістка, півзахисниця.

## Життєпис
З 2017 по 2018 рік виступала за «Сентру Олімпіку». У 2018 році перебралася в «Португезу», у складі якої зіграла 4 матчі в жіночому чемпіонаті Бразилії. Також виходила на поле в поєдинках жіночої Ліги Пауліста (11 матчів).
Під час зимової паузи сезону 2018/19 років приєдналася до «Львів-Янтарочки». Дебютувала у львівській команді 22 квітня 2019 року в переможному (7:1) поєдинку чемпіонату України проти уманських «Пантер». Вікторія вийшла на поле в стартовому складі та відіграла увесь матч, а на 49-й хвилині відзначилася дебютним голом за нову команду. У складі «левиць» зіграла 5 матчів у чемпіонаті (2 голи), 1 поєдинок у кубку України та 3 матчі (1 гол) у зимовій першості України. За підсумками сезону 2018/19 років «Львів-Янтарочка» фінішувала на 4-у місці, окрім цього команда дійшла до 1/2 фіналу кубку України. 20 червня 2019 року ФК «Львів» оголосив про розформування жіночої команди, а всі гравчині команди отримали статус вільних агентів.